# Fatma Said
Fatma Said (nascida em 1991) é uma cantora soprano egípcia.

## Biografia
Fatma Said nasceu e cresceu no Cairo, capital do Egito, onde continuou seus estudos em uma escola alemã.. Seu pai, Ahmed Hassan Said, é um importante empresário do setor de tecnologia que lidera o Partido dos Egípcios Livres, oposição ao governo de Mohamed Morsi, do Partido da Liberdade e da Justiça (partido político fundado pela Irmandade Muçulmana após a Revolução Egípcia de 2011) entre 30 de abril de 2011 e junho de 2012.
Fatma Said teve suas primeiras aulas de canto aos quatorze anos com a soprano Névine Allouba, na Escola da Ópera de Cairo. Após três meses, ela cantou no concerto de Natal desta ópera. Ela estudou canto a partir de 2009 na Hanns-Eisler-Hochschule für Musik em Berlim, onde obteve seu bacharelado em música em 2013. Em seguida, Fatma recebeu uma bolsa de estudos para estudar na Academia do Teatro Scala, em Milão. Em 2014, tornou-se a primeira soprano egípcia a se apresentar no icônico palco, tendo interpretado Pamina em uma encenação de Peter Stein de A Flauta Mágica.
Fatma Said cantou em muitos palcos internacionais, como o Teatro San Carlo (em Nápoles, na Itália), a Royal Opera House Muscat (na cidade de Muscate, em Omã), a Gewandhaus (em Leipzig, na Alemanha), a Kaiser-Wilhelm-Gedächtniskirche ou a Konzerthaus Berlin (ambas em Berlim, na Alemanha). Ela cantou nas peças Falstaff, A Criança e os Feitiços, La Cenerentola e O Barbeiro de Sevilha. Ela também participou de vários festivais, como Bad Kissingen, Schumannfest em Bonn (na Alemanha) e no Festival Lírico de Istambul (na Turquia). Em agosto de 2019, Fatma Said interpretou o Requiem de Mozart, no Royal Albert Hall e no BBC Proms; Shéhérazade de Ravel, com a Orchestre des Champs-Élysées; Requiem de Fauré no Concertgebouw, em Amsterdã (na Holanda); bem como a 4a Sinfonia de Mahler, no Teatro Lírico de Cagliari (na Itália).
Fatma Said também é conhecida por defender grandes causas. Ela está colaborando com Eugenio Bennato no Teatro San Carlo em um projeto para a Primavera Árabe. Ela representou o Egito no Dia dos Direitos Humanos em 2014 nas Nações Unidas, em Genebra (na Suíça), onde também estava presente Juan Diego Flórez.
Em 14 de julho de 2020, Fatma Said se apresentou no Eurovision, no programa de TV do Dia Nacional da França Le Concert de Paris na France 2, cantando Les Filles de Cadix de Léo Delibes e Marinela (La canción del olvido) de José Serrano. O evento foi transmitido para uma dúzia de países ao redor do mundo.
Na temporada seguinte, ela desempenhou o papel de Zerlina de Don Giovanni de Mozart, no San Carlo Theatre em Nápoles (na Itália) e no Musical May Theatre em Florença (também na Itália). Da mesma forma, ela executou a valsa de Francis Poulenc, les chemins de l'amour.

## Prêmios
- 2012 - Segundo prêmio no concurso internacional Robert Lied Schumann (em Zwickau, na Alemanha).[13]
- 2013 - Lista da BBC das 100 mulheres mais inspiradoras do mundo.[14]
- 2016 - 8° Concurso Internacional de Canto Veronica Dunne (em Dublin, na Irlanda).[15]

## Discografia
- El Nur (“a luz" em árabe) – Malcolm Martineau, piano; Rafael Aguirre, guitarra; Tim Allhoff, piano; Itamar Doari, percussão; Henning Sieverts, contrabaixo; Tamer Pinarbasti, Kanoun (janeiro de 2020, Warner Classics ) OCLC 1225639322.